# Pamětní medaile Alexandra Karla
Pamětní medaile Alexandra Karla (německy Alexander-Carl-Denkmünze) bylo anhaltsko-bernburské ocenění pro důstojníky, poddůstojníky, mužstvo a vojenské úředníky, aktivně sloužící v období od 1. března 1848 do 1. října 1849 v anhaltsko-bernburské armádě. Vytvořil ho dne 8. května 1853 vévoda Alexandr Karel Anhaltsko-Bernburský.

## Vzhled vyznamenání
Odznakem je bronzový medailon, na němž je uprostřed vyryt nápis 1848 ALEXANDER CARL 1849 a okolo se vine SEINEN BRAVEN KRIEGERN * FÜR UNERSCHÜTTERLICHE TREUE (Svým věrným bojovníkům * za neochvějnou věrnost). Na zadní straně je vyobrazen korunovaný anhaltský znak, ležící na dvou zkřížených mečích. Nad znakem je v půlkruhu nápis Fürchte Gott und befolge seine Befehle (Boj se Boha a řiď se svými rozkazy). Nalevo od znaku vybíhá vavřínová, napravo pak dubová ratolest.
Stuha bílá s tmavězelenými pruhy.